# Setophaga delicata
Setophaga delicata là một loài chim trong họ Parulidae.